# Maria Fotino
Maria Fotino (n. 5 octombrie 1913, București, România – d. 26 ianuarie 1996, București, România) a fost o pianistă română.
S-a născut într-o familie de muzicieni, a fost sora pianistei Ecaterina Fotino-Negru și a violoncelistului Ion Fotino. Și-a început studiile încă de la vârsta de trei ani mai întâi cu mama ei, Măria Elisabeta Fotino, și cu profesori particulari, apoi cu Florica Musicescu (1887-1969) la Conservatorul din București, absolvit la 16 ani. Se specializează la Akademische Hochschule für Musik din Berlin și la Conservatorul din Paris. A studiat la Școala de Belle Arte cu Jean Steriadi (1880-1956).
A debutat la radio la 16 ani cu Suita op.10 în Re major de George Enescu, alături de însuși Enescu. A făcut parte din mai multe formații muzicale, cum a fost un Trio, alături de violoncelistul Ion Fotino și violistul Alexandru Rădulescu. Acest ansamblu a susținut în cadrul Conservatorului o activitate bogată.    A fost solistă concertistă până în 1973, ultima sa apariție pe scena Ateneului Român are loc însă în 1984. A cântat muzică de R. Schumann, J.S. Bach, J. Brahms, W.A. Mozart, Fr. Chopin, J. Haydn, W.M. Klepper, S. Drăgoi, sub bagheta a unor mari dirijori precum George Enescu, C. Silvestri, Alfred Alessandrescu, Theodor Rogalski, K. Kondrașin și Sergiu Comissiona.
A efectuat turnee în țară și în Franța, Germania, Italia sau Suedia.
„Acuratețea stilistică fără laur, finețea și claritatea frazărilor, nervul și, în același timp, lucrătura de filigran a sonorităților, structura mare impecabilă a fiecărei sonate redate de Maria Fotino, pot sta alături [...] de versiuni interpretative celebre”—Olga Grigorescu

## Distincții
- Ordinul Muncii clasa a II-a (7 mai 1954) „pentru merite deosebite în domeniul radiodifuziunii”[5]
- titlul de Artist Emerit al Republicii Populare Romîne (29 mai 1956) „pentru merite deosebite în activitatea artistică și pentru merite deosebite în domeniul dezvoltării radioului în țara noastră”[6]